# Église de la Commémoration (Spire)
L'église de la Commémoration est une église protestante située à Spire. Le premier coup de pioche fut donné le 19 septembre 1890, et le 31 août 1904, après onze ans de travaux, le nouvel édifice fut consacré.

## Description
L'église de la Commémoration se présente comme une halle néo-gothique à trois nefs et à voûtes sur croisées d'ogives dont le plan représente une croix latine. Elle n'est pas exactement orientée mais plutôt axée N.O.-S.E.
Le matériau de construction est le grès gris des Vosges. À l'extérieur comme à l'intérieur, c'est la pierre brute qui apparaît sans le moindre enduit. La tour, de plan hexagonal, mesure exactement 100 mètres de hauteur. L'édifice atteint une longueur de 72 m et une largeur de 45 m. La hauteur jusqu'au faîtage est de 34 m.

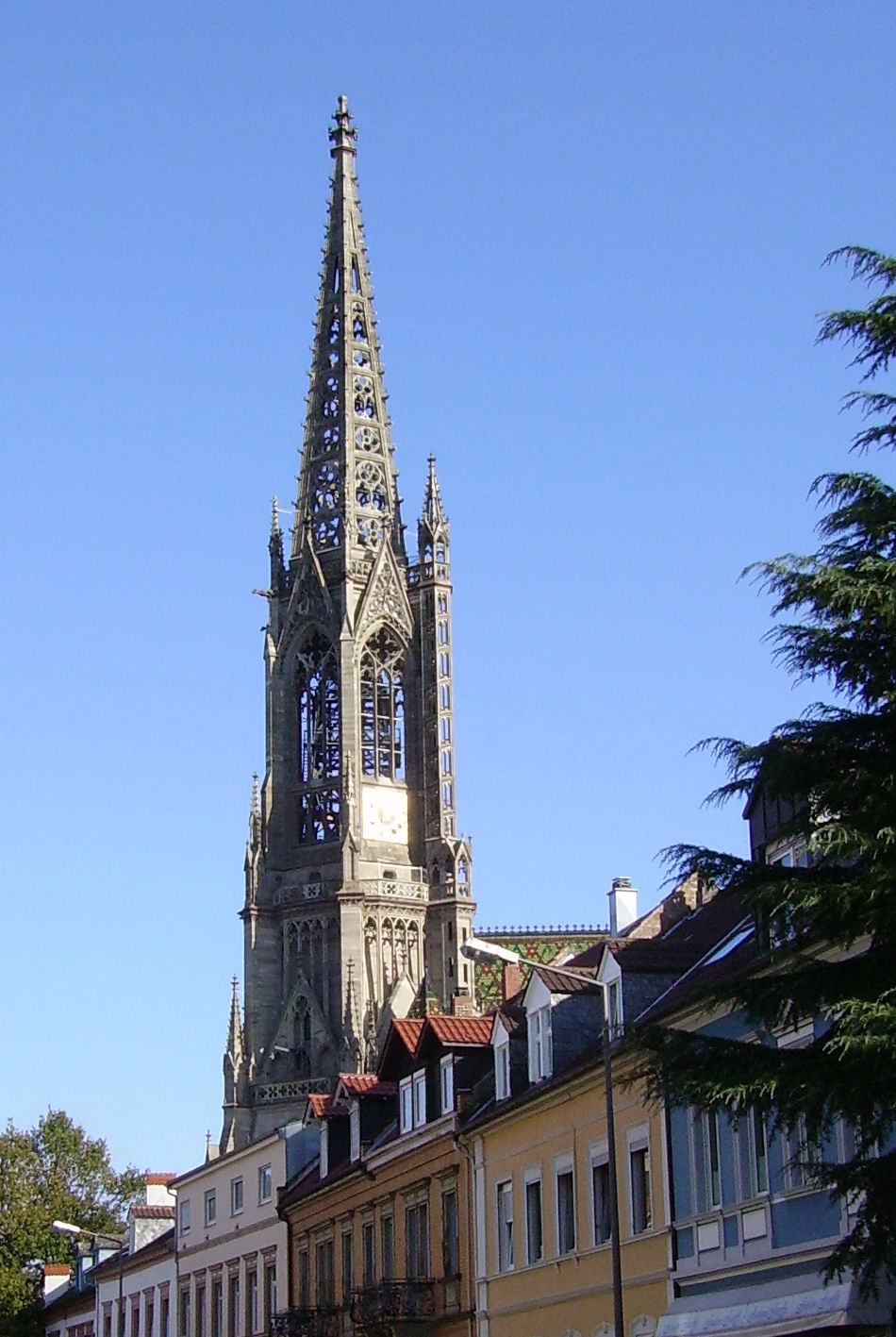
Vue du côté sud
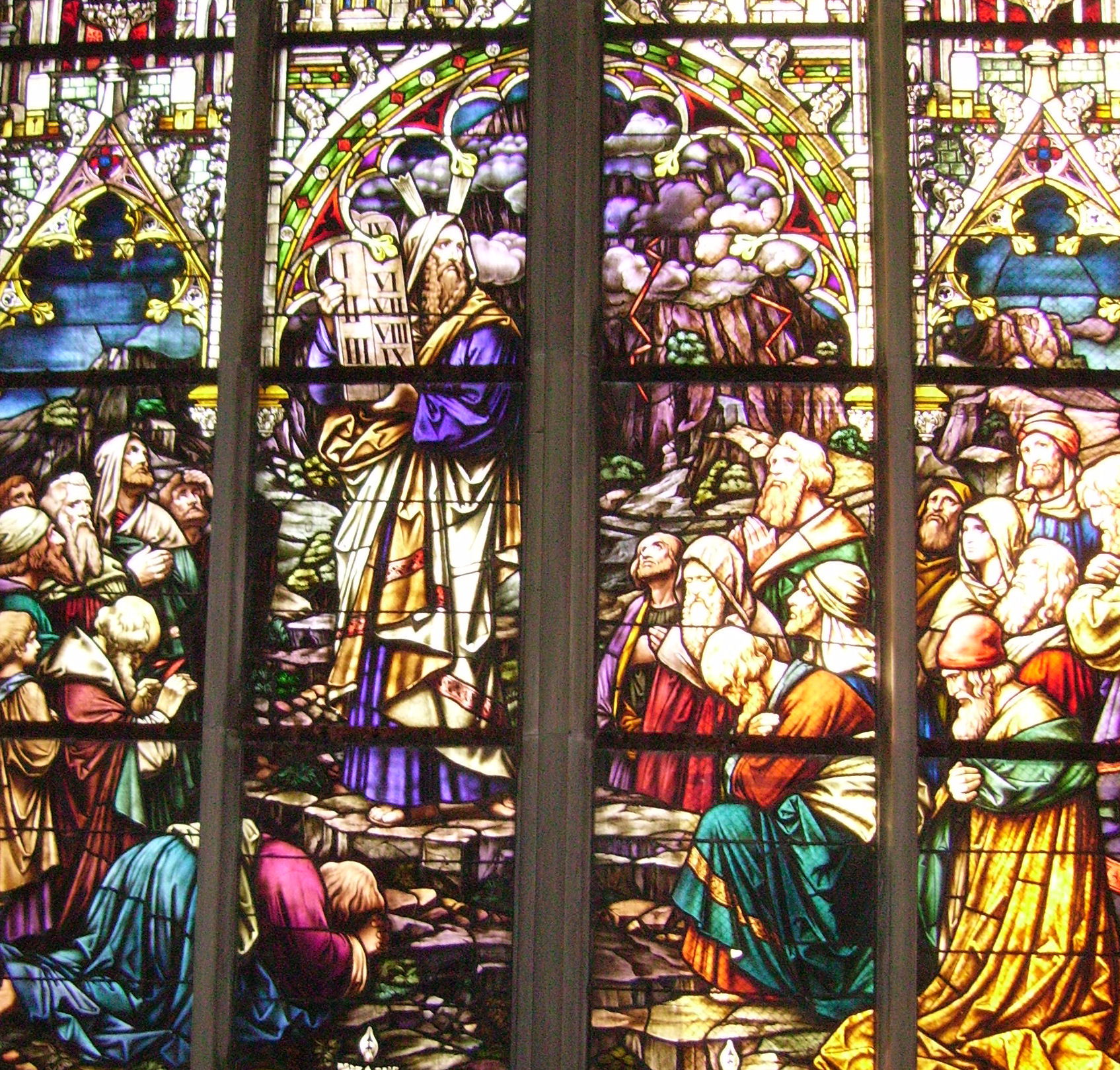
Moïse et les Tables de la Loi sur le mont Sinaï
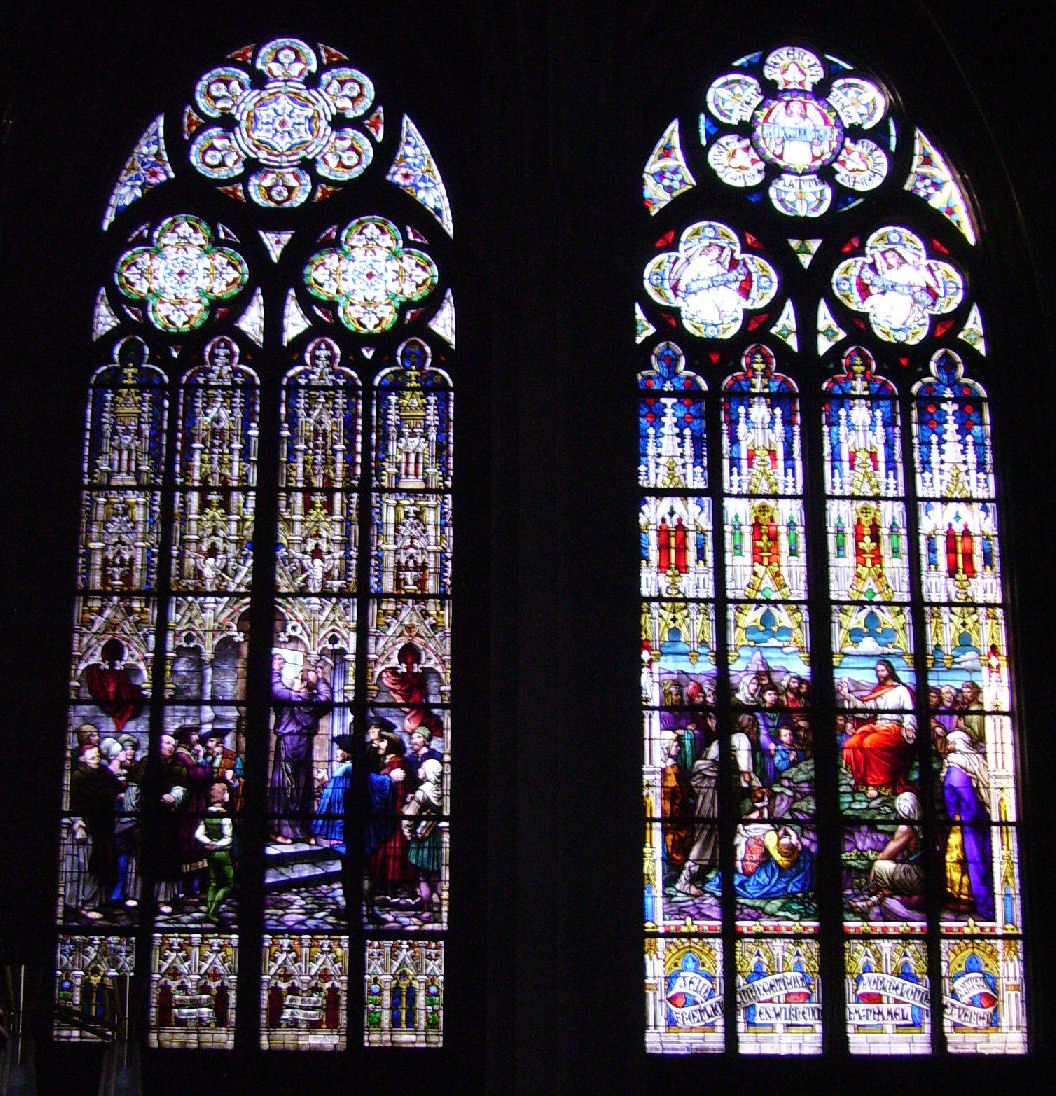
Les Quatre-vingt-quinze thèses de Luther et le Sermon sur la montagne

## Les vitraux

### Rez-de-chaussée
- 1 - Une chrétienne à l'agonie
- 2 - Le Sacrifice d'Isaac
- 3 - Les Activités des diaconesses
- 4 - La Mise au tombeau de Jésus

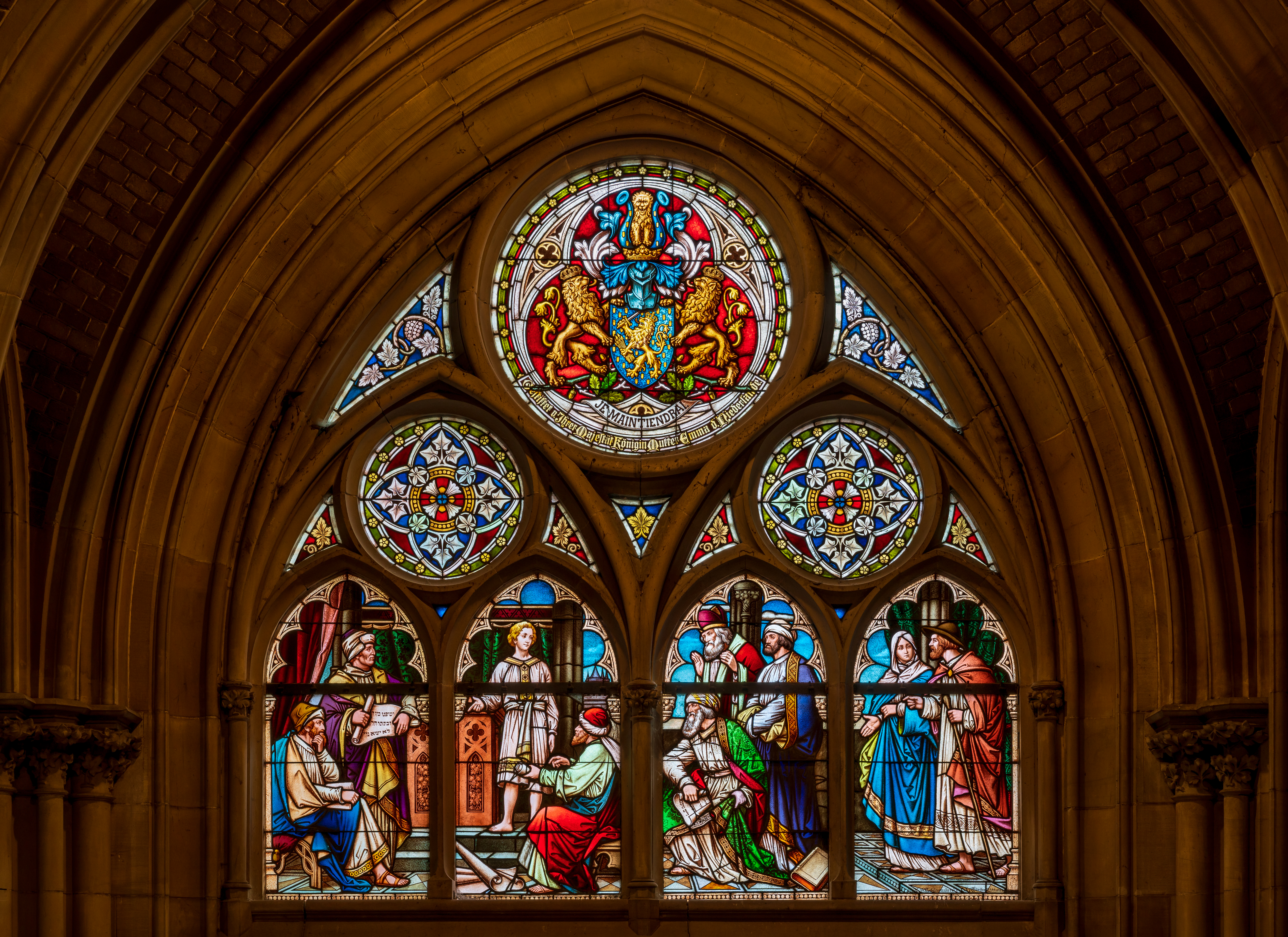
Jésus parmi les docteurs, également dit La Présentation de Jésus au Temple, dont la donatrice est Emma de Waldeck-Pyrmont. Novembre 2018.

- 5 - La Protestation de Spire (1529) avec Jean de Saxe et Jakob Sturm
- 6 - Le Défi de Worms (1521) avec Georg von Frundsberg et le landgrave Philippe de Hesse
- 7 - La Pentecôte
- 8 - La Présentation de Jésus au Temple
- 9 - La Confession d'Augsbourg (1530) avec Philippe Mélanchthon et le chancelier Baier
- 10 - L'Affliction de Magdebourg (1631) avec Gustav Adolf et Reinhardt Bake
- 11 - Jésus guérit le malade au bord de la piscine de Bethesda
- 12 - Jésus chez Marie et Marthe
- 13 - Le Centurion de Capharnaüm
- 14 - La Lapidation d'Étienne

### Porche
- 15 - Le duc Louis II de Palatinat-Deux-Ponts et le prince-électeur Ottheinrich du Palatinat
- 16 - Luther brûle la bulle d'excommunication (1520)
- 17 - Le Prince-électeur Friedrich le Sage et Franz de Sickingen

### Niveau des Galeries
- 18 - L'Appel du prophète Isaïe
- 19 - L'Appel de l'apôtre Paul de Tarse

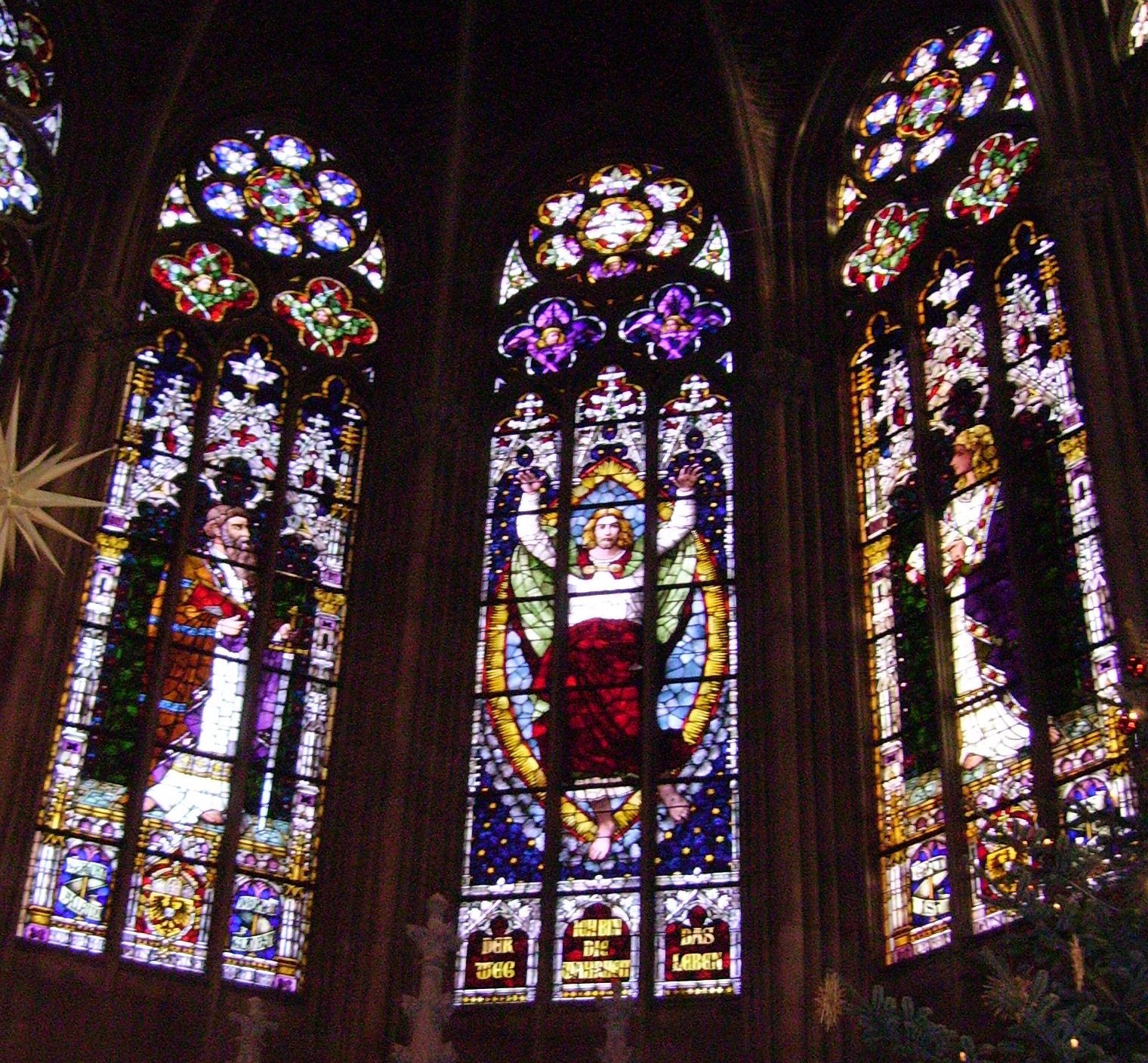
Le Christ glorieux, œuvre de Carl de Bouché, sur commande de Guillaume II et de son épouse

- 20 - Farel appelle Calvin à Genève (1536)
- 21 - La Crucifixion de Jésus
- 22 - Le vitrail du Martyre (rosace du transept gauche)
- 23 - Le Matin de Pâques (l'Ange et les femmes près du tombeau vide)
- 24 - Le vitrail du Baptême: Jésus bénit les enfants
- 25 - Les Réformateurs Melanchthon et Luther
- 26 - L'Apôtre Paul
- 27 - Le Christ ressuscité et bénissant
- 28 - L'Apôtre Jean
- 29 - Les Réformateurs Zwingli et Calvin
- 30 - Le vitrail de la Cène: le prince-électeur Joachim II de Brandenbourg et son épouse communient pour la première fois sous les deux espèces (Berlin, 1539)
- 31 - Noël (l'annonce de la naissance de l'Enfant-Jésus aux bergers)
- 32 - Le vitrail de la Mission (rosace du transept droit)
- 33 - Jésus à Gethsémani
- 34 - L'Affichage des thèses de Luther (Wittemberg, 1517)
- 35 - Le Sermon sur la montagne
- 36 - Moïse et les dix Commandements sur le mont Sinaï